# Bavius Voorda

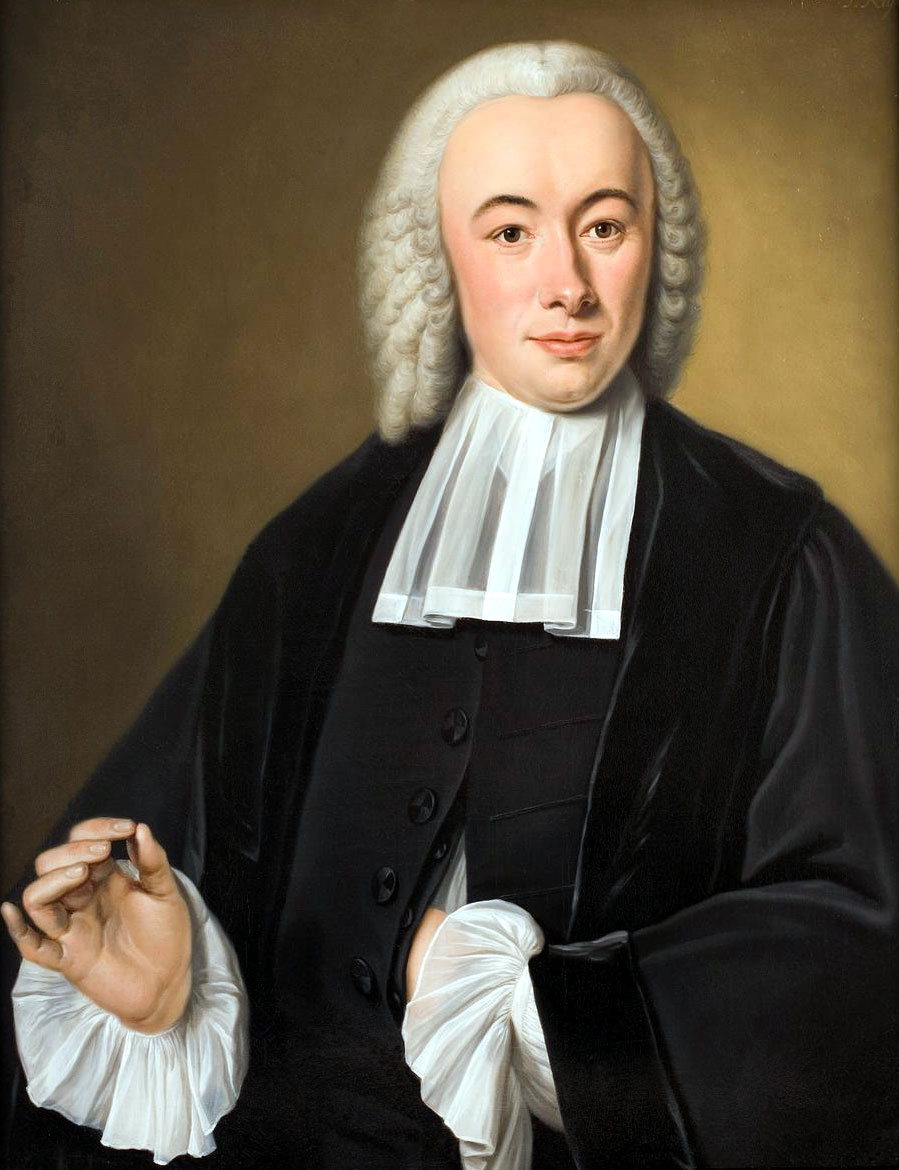
Bavius Voorda

Bavius Voorda (* 1. Juli 1729 in Franeker; † 9. Juli 1799 in Leiden) war ein niederländischer Rechtswissenschaftler.

## Leben
Bavius Voorda war Sohn des Rechtsgelehrten Jacobus Voorda. Er hatte den ersten Unterricht vom Vater erhalten und 1746 ein Studium an der Universität Utrecht begonnen. Nachdem am 16. Juni 1750 hier unter die Kandidaten des Rechts aufgenommen wurde, wechselte er an die Universität Leiden, wo er sich am 26. Juni 1750 einschrieb. In Leiden verfolgte er ein Jahr lang die Vorlesungen von Tiberius Hemsterhuis, Johann Conrad Rücker und Andreas Weiß. Er kehrte nach Utrecht zurück, wo er am 30. September 1751 mit dem Thema de Vadimonio zum Doktor der Rechte promovierte. Danach ging er als Advokat nach Leeuwarden und wurde am 2. Oktober 1755 mit einem Jahresgehalt von 1000 Gulden als Professor der Rechte an die Universität Franeker berufen. Dieses Amt trat er am 10. März 1756 mit der ungedruckten Rede de Vinculo, quod inter theoreticum et practicum juris studium intercedit non solvendo an.
Seine Vorlesungen beschäftigten sich mit den Instituten und Pandekten. Hier begann er auch sein Hauptwerk zu bearbeiten, welches unter dem Titel Thesium controversarum juxta seriem Digestorum Decasdes octo et viginti. A titulo ultimo Libri XXII, usque ad finem Libri XXVII; acc. D. ad l. 7 § 1 D. solute. Matrim. – nec non Lectionum Tullianearum liber singularis gesammelt 1796 in Leiden erschien. Auch beteiligte er sich an den organisatorischen Aufgaben der Bildungseinrichtung und war 1761/62 Rektor der friesischen Hochschule. Diese Aufgabe legte er mit der Rede de arte legislatoria ex tabulis Romanorum decemviralibus comparanda (Franeker 1763) nieder. Am 26. März 1765 wurde er auf den juristischen Lehrstuhl des römischen und aktuellen Zivilrechts an die Universität Leiden berufen. Diese Aufgabe übernahm er am 24. Juni 1765 mit der Rede qua docetur: plus esse praesidii civitatibus in bonis Ictis quam in ipsis Legibus.
Auch hier beteiligte er sich an den organisatorischen Aufgaben der Hochschule und wurde in den Jahren 1769/70 sowie 1781/82 Rektor der Alma Mater. Bei der Niederlegung der Rektorate hielt er die Reden Papinianus seu optimi Icti et viri forma in Aemilio Papiniano spectata (1770) und de sapientia regis quondam Hebraeorum sapientissimi juridica (1782). Da er in der Entstehungszeit der Batavischen Republik den Eid auf die neue Regierungsform verweigerte sowie unter dem Pseudonym V. A. Hollandus die Schrift Aenmerkingen op zommigen van de Overysselsche steede-bezwaaren, byzonder op die van Zwolle, mitsgaders op het raport daarop uitgebracht (1786) herausgegeben hatte, wurde er ein Opfer der damaligen politischen Verhältnisse und wurde ohne Gehalt aus seinem Dienstverhältnis entlassen.
Später, am 10. Januar 1790, wurde ihm eine Rente von 1800 Gulden, aufgrund einer Entscheidung der Staaten von Holland gewährt. Während jener Zeit blieb er in Leiden, wo er seine Studien fortsetzte und sich am 12. April 1790 ehrenhalber in die Matrikel der Hochschule einschreiben ließ. Nachdem sich die politischen Verhältnisse 1795 verändert hatten, wurde er am 21. Februar des genannten Jahres wieder in seinen Lehrstuhl eingesetzt und wurde Richter am Hof von Holland. Zum erneuten Antritt seines Lehrstuhls hielt er am 7. Mai 1795 die scharfe Rede de Libertate sentiendi dicendique Ictis propria et in Papiniano spectata. In einem späteren Rechtsgutachten stellte er mit Johann Valckenaer fest, dass sich der Statthalter des Hochverrats schuldig gemacht habe.